# Adiam Dymott (musikalbum)
Adiam Dymott är den svenska sångerskan Adiam Dymotts debutalbum, utgivet 2009. Det producerades av Thomas Rusiak. Låtarna "Miss You" och "Pizza" släpptes som singlar.

## Låtlista
Samtliga låtar skrivna av Adiam Dymott, Thomas Rusiak och Daniel Alexander, om annat inte anges.
1. "John Denver" - 2:40
2. "Pizza" - 3:34
3. "Mrs. Dymott" - 4:16
4. "Cars" - 3:56
5. "Today Was Just a Downer" - 1:14
6. "Miss You" - 2:53
7. "MP3" - 3:25
8. "Too Far Gone" (Neil Young) - 2:14
9. "Black Cloud" - 4:14
10. "Holiday Inn" - 4:01